# Inmigración japonesa en China
La inmigración japonesa en China son japoneses expatriados y emigrantes y sus descendientes que residen en la Gran China. En el 2009 había 127.282 nacionales japoneses que vivían en la República Popular China. Cerca de 105.764 japoneses residían en la China continental, 27.429 en Hong Kong y Macao y 20.373 en la República de China (Taiwán). En octubre de 2018, había 171.763 ciudadanos japoneses que vivían en la República Popular de China (incluidas las Regiones Administrativas Especiales de Hong Kong y Macao) y 24.280 ciudadanos japoneses que vivían en la República de China (Taiwán).

## Historia

### Antecedentes

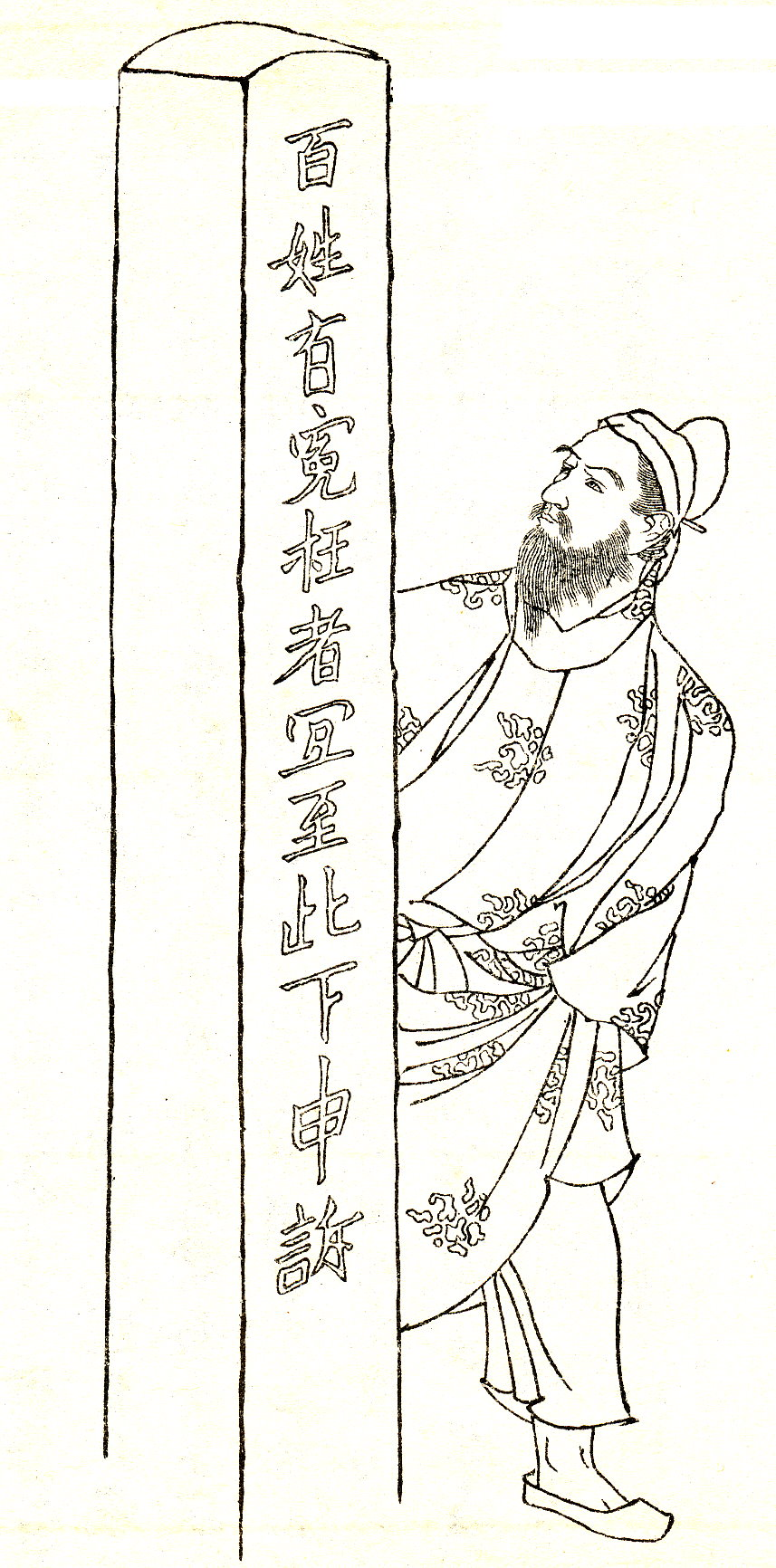
Kibi no Makibi (695-775) Diplomático japonés que vivió 17 años en China.

Del 630 al 894 d. C. Japón envió diecinueve misiones diplomáticas a China iniciada por el emperador Jomei, durante este tiempo muchos médicos japoneses estudiaron la Medicina tradicional china, así como muchos artistas aprendieron de las técnicas de arte chinas que serían llevadas a Japón. Se sabe que un tercio de los japoneses enviados a China durante las misiones no regresaron a casa. La Dinastía Tang  recibió a 11 bailarinas japonesas como tributo de Balhae en el 777.

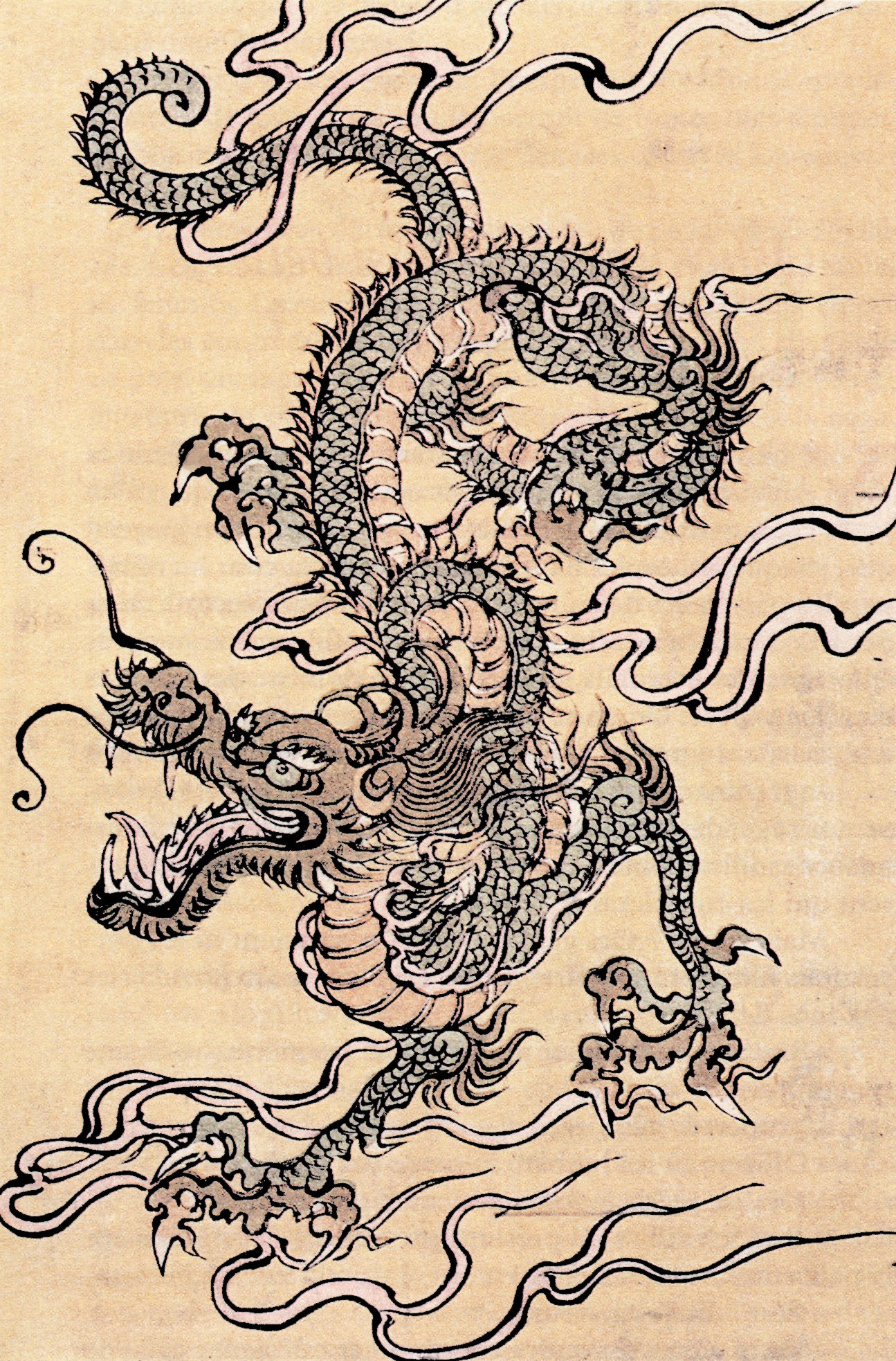
Dragón japonés grabado sobre madera en china, data del

Durante  la segunda guerra sino-japonesa, el gobierno japonés introdujo un plan para colocar a 5,000,000 de japoneses en Manchukuo. Después del final de la guerra, aproximadamente 2.800 huérfanos japoneses en China fueron dejados atrás por las familias que repatriaban de nuevo a Japón. La mayoría de japoneses dejados atrás en China eran mujeres, y estas mujeres japonesas en su mayoría se casaron con hombres chinos y fueron conocidas como "esposas de guerra varadas" (残留婦人 zanryū fujin). Debido a que tuvieron hijos engendrados por hombres chinos, a las mujeres japonesas no se les permitió traer sus familias chinas con ellos a Japón, de modo que la mayoría permaneció. La ley japonesa sólo permite que los hijos de padres japoneses se conviertan en ciudadanos japoneses.

### Estadística
En octubre del 2009, el número de japoneses viviendo en China era  de 127.282 (incluidos 21 518 en Hong Kong y Macao) según un informe del Ministerio de Relaciones Exteriores de Japón. Sin embargo, en el censo de la República Popular China de 2010 se registraron 66 159 extranjeros procedentes de Japón que residían en la China continental (cifra excluida de Hong Kong y Macao), lo que representa casi la mitad de la cifra del Ministerio de Relaciones Exteriores de Japón. 
El número exacto de emigrantes japoneses a China y sus descendientes es desconocido. En estos diez años, los japoneses que viven en China aumentaron aproximadamente tres veces de 46.000 a 127.000 en proporción al crecimiento del volumen comercial entre los dos países. Tras el incremento comercial la población Japonesa en China logró incrementar hasta alcanzar los 140.000. Gubei, Shanghái tiene la mayor concentración de nacionales japoneses en la China continental. En la actualidad la población japonesa en la china continental es de alrededor de 171.763 habitantes, muchos trabajadores de empresas en suelo chino o emprendedores, si se suma la cantidad de los residentes Japoneses tanto en suelo continental incluyendo zonas de administración especial como Macao y Hong Kong así como los residentes de la república de China (Taiwán) sumaria un total de 196,043 japoneses viviendo en suelo chino.

## Educación
La China continental tiene varias escuelas internacionales japonesas:
- Japanese School of Beijing.
- Japanese School of Dalian.
- Japanese School of Guangzhou.
- Hangzhou Japanese School (杭州日本人学校).[11]
- Japanese School of Qingdao (青島日本人学校/青岛日本人学校).[12]
- Shanghai Japanese School.
- Shenzhen Japanese School.
- Japanese School of Suzhou.
- Tianjin Japanese School.

Los programas de educación complementaria del idioma japonés para los niños japoneses en la China continental incluyen a estos en Nankín, Ningbó, Shenyang, Shenzhen, Wuxi y Zhuhai.

## Gente notable
Gente china de ascendencia japonesa:
- Huisheng — princesa de la familia gobernante manchú.
- Jiang Ying — renombrado cantante de ópera y educador de música.
- Chiang Wei-kuo.
- Koxinga — general de la Dinastía Ming.
- Hiro Saga — esposa del príncipe Pujie, hermano del emperador Puyi.

Japoneses expatriados en China:
- Kenichi Miura — actor japonés en China.